# Omelett

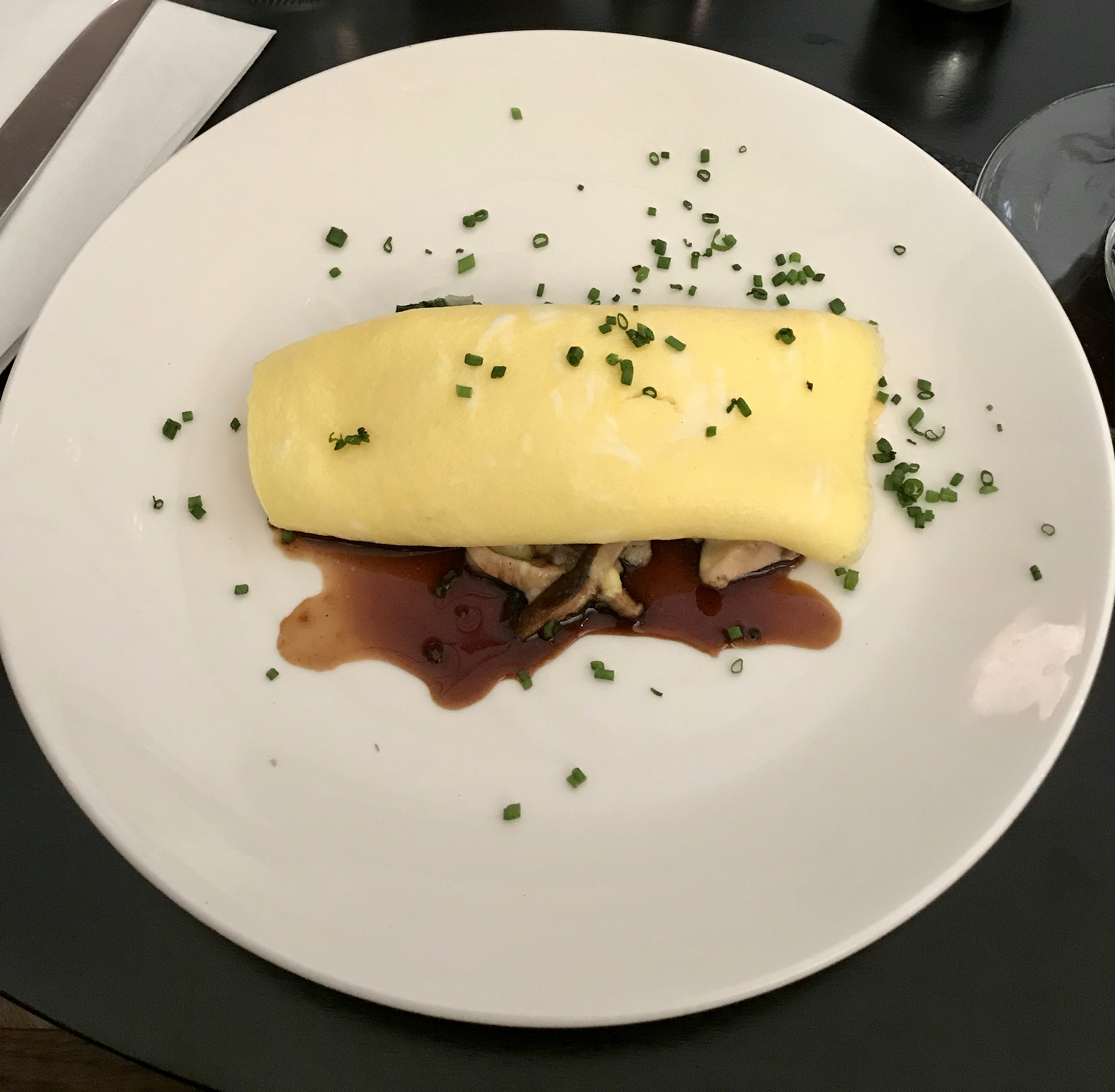
Omelett mit Pilzen und Kräutern

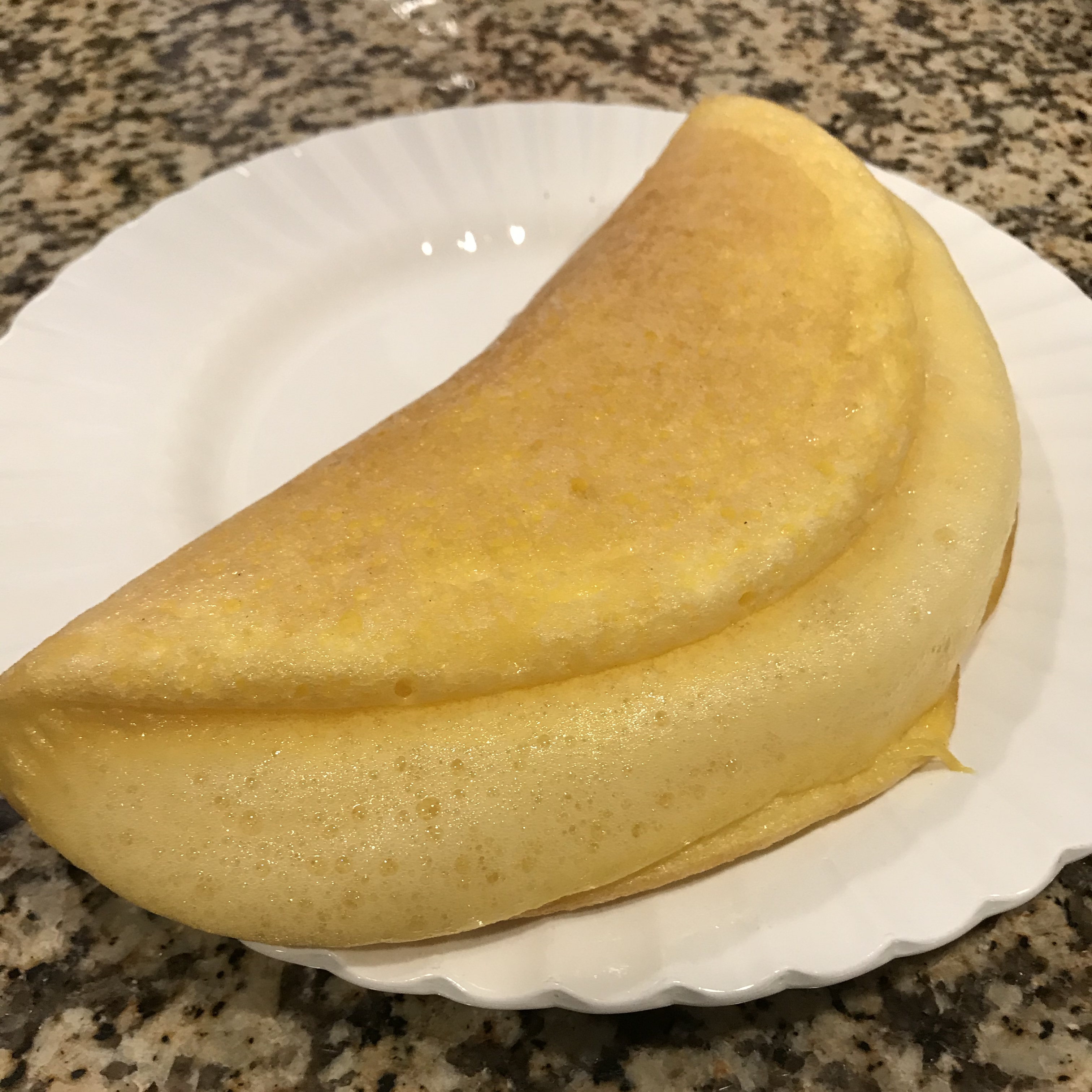
Omelette soufflée

Ein Omelett (österreichisches Hochdeutsch: [ɔmˈlɛt]; bundesdeutsches Hochdeutsch: [ɔm(ə)ˈlɛt]) oder eine Omelette (österreichisches Hochdeutsch: [omˈlɛt(ɛ)]; Schweizer Hochdeutsch: [ˈɔm(ə)lɛt(ə)]) ist eine Eierspeise, die sich durch eine länglich-ovale Form mit glatter Oberfläche auszeichnet. Das Innere hat typischerweise eine saftig-weiche Konsistenz und außen darf keine Bräunung entstehen.
In Österreich ist Omelett zum Teil gleichbedeutend mit Palatschinke, in Deutschland mit Pfannkuchen oder Plinse.
Omeletts können mit Gemüse, Pilzen, Schinkenspeck, Ragouts, Käse usw. ergänzt werden, aber auch süße Varianten mit Früchten, Marmelade, Eiscreme oder Vanillecreme sind möglich. Bekannte Süßspeisen sind Omelette surprise oder Omelette Stephanie mit mazerierten Früchten.
Eine Abart des Omeletts ist das Auflaufomelett (omelette soufflée). Neben den Omeletten nur aus Eiern gibt es in Österreich noch Varianten mit Mehl aus Biskuitmasse oder Brandteig.

## Zum WortOmelett(e)

### Wortformen im Deutschen
Das Wort existiert in der deutschen Sprache als Neutrum das Omelett, Plural -e/-s, und als Femininum die Omelette, Plural -n. Die Formen verteilen sich wie folgt:
- In Deutschland ist nur das Neutrum üblich, laut Wortatlas der deutschen Umgangssprachen mit Anfangsbetonung und verstummter zweiter Silbe: ['ɔmlɛt],[5] laut Variantenwörterbuch des Deutschen (VWB) hingegen mit fakultativ mitgesprochener zweiter Silbe und Endbetonung: [ɔm(ə)'lɛt].[6]
- In Österreich wird überwiegend das Neutrum verwendet, mit verstummter zweiter Silbe und Endbetonung: [ɔm'lɛt], regional aber stattdessen die feminine Form,[5] und zwar mit verstummter zweiter, betonter dritter und fakultativ mitgesprochener vierter Silbe, die dann laut VWB anders als in der Schweiz nicht als Schwa, sondern als offenes e ausgesprochen wird: [ɔm'lɛt(ɛ)].[6] An den Singular der femininen Form kann in Österreich noch ein -n antreten.[5]
- In der Schweiz wird die feminine Form verwendet, mit Anfangsbetonung und fakultativ mitgesprochener zweiter Silbe: ['ɔm(ə)lɛtə].[6]

### Bedeutungen
Im Französischen ist eine omelette in der engeren Bedeutung eine reine Eierspeise ohne Zusatz von Mehl, von der Zubereitungsarten mit Mehlzusatz als omelette à la farine oder mit regional variierenden Namen wie (in der Auvergne) farinette unterschieden werden.
Der Sprachgebrauch in Deutschland folgt im Wortverständnis überwiegend dem französischen Vorbild und unterscheidet dann vom Omelett in der engeren Bedeutung den mit Mehlzusatz zubereiteten Pfann(e)kuchen oder Eierkuchen, während in der Schweiz und in Österreich Zubereitungsarten mit und ohne Mehl unterschiedslos als Omelette bezeichnet werden, in Österreich stattdessen mit Unterscheidung zwischen der nach dem Backen gerollten Palatschinke und der/dem Omelett(e) als der ungerollten Form.

### Etymologie
Das Wort stammt aus dem Französischen und wurde im 18. Jahrhundert in den dort damals gängigen Formen Omelette und A(u)melette ins Deutsche entlehnt. Die Herkunft des französischen Worts, das im Mittelfranzösischen als aumelette, amelette belegt ist und seit dem 16. Jahrhundert – wahrscheinlich unter volksetymologischem Einfluss von œuf ‚Ei‘ – zu omelette wurde, ist nicht sicher. Weil im Ménagier de Paris (um 1393) die beiden Hälften eines in der Mitte geteilten Kräuteromeletts sowie verschiedene andere Omeletts mit Käse oder Zucker als alumele, alumelle, alumette bezeichnet werden und speziell alumelle sonst eine agglutinierte Form von la lumelle, la lamelle „Schneide, Klinge“ ist, das seinerseits von lateinisch lamella ‚(kleine) Klinge‘ abstammt, wird üblicherweise auch für die Wortform a(u)melette ‚Omelett‘ angenommen, dass sie auf das gleiche lateinische Etymon zurückzuführen sei, nämlich als Metathese aus der auch dialektal belegten Form alumette ‚Omelett‘, die ihrerseits durch Suffixwandel aus alumel(l)e ‚Klinge, Omelett‘ entstanden sei.

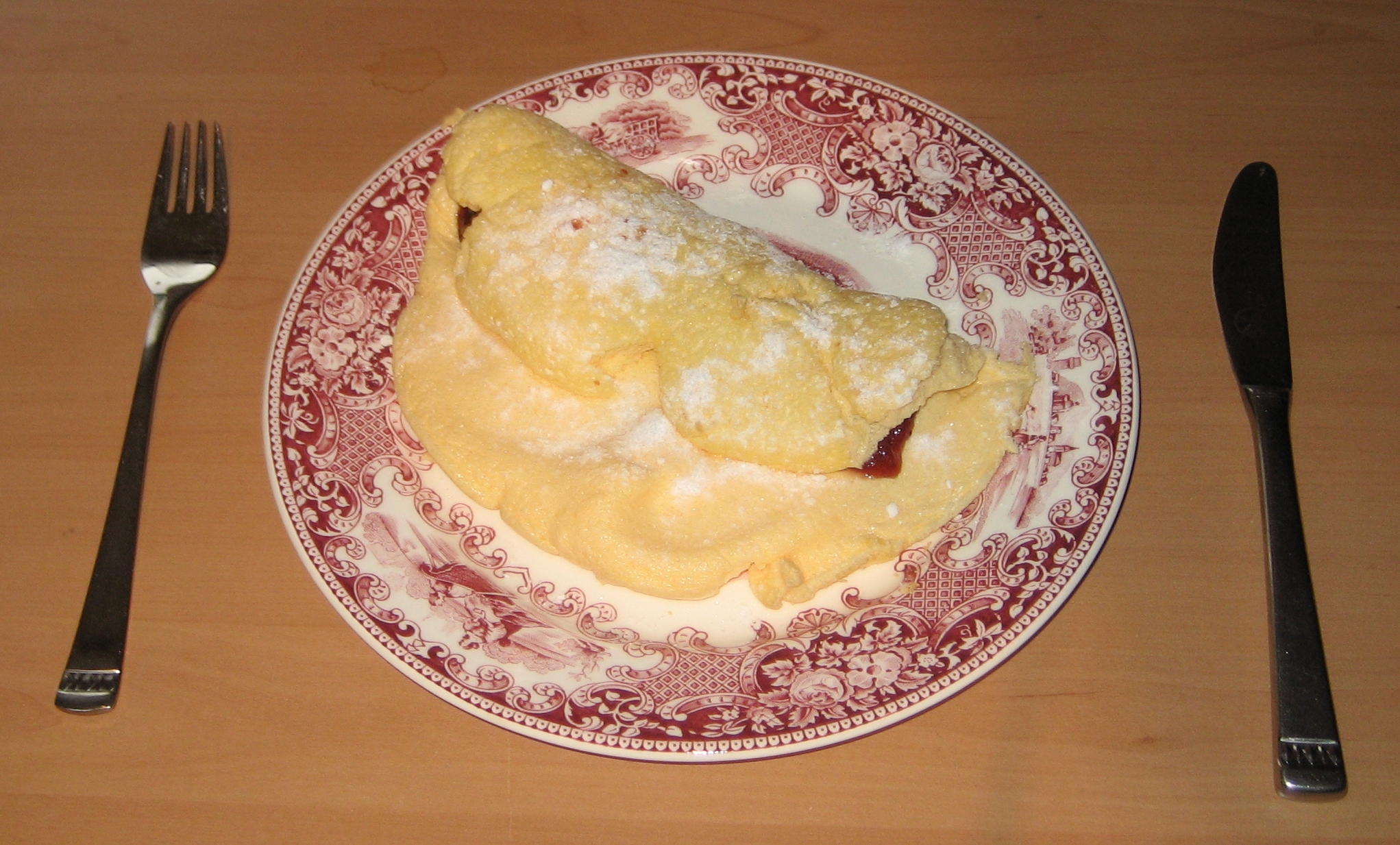
Schaumomelett mit Erdbeermarmelade und Puderzucker

## Zubereitung
Die Eier werden ganz aufgeschlagen, gegebenenfalls etwas Sahne oder Milch zugegeben, die Masse in eine heiße, gefettete Pfanne gegeben, langsam umgerührt, dabei die Pfanne schräggehalten und vom Herd zurückgezogen. Die stockende Eimasse soll in den unteren Pfannenteil gleiten. „Mit der Gabel hintere Seite nach vorn überschlagen, Pfanne leicht anheben, auf Pfannenstiel schlagen. Omelett kommt ganz nach vorn, rollt von außen nach innen zusammen und schließt sich zur ovalen Form.“
Für gefüllte Omeletts wird die Pfanne schon etwas früher vom Feuer gezogen, die vorbereitete Füllung daraufgegeben, das Omelett von beiden Seiten mit einem breiten Messer, einer Palette oder einem Omelettwender darübergeschlagen und noch kurz weitergebraten.
Bei ungefüllten Omeletts können der Eiermasse je nach Geschmack z. B. Zwiebeln, Gemüse, Pilze, Käse, Speck, Schinken, Wurst, Krabben, Muscheln oder Fisch hinzugegeben werden.
Die meisten – häufig gefüllten – Omelett-Varianten entstammen der französischen Küche. Die Füllungen können sehr einfach sein oder auch aus aufwändigen Ragouts oder Pürees bestehen.
Das Omelette soufflée (Auflaufomelett, Schaumomelett) besteht aus gesüßter Eigelbmasse mit untergehobenem Eischnee, die, im Backofen einseitig goldgelb gebraten, eine schaumige Masse bildet. Es wird als Dessert serviert.
In der veganen Küche wird eine ähnlich zubereitete und servierte Speise auf Basis von Seidentofu, Kichererbsenpulver oder ähnlichem auch als Omelett bezeichnet.